# 蛸壺壕

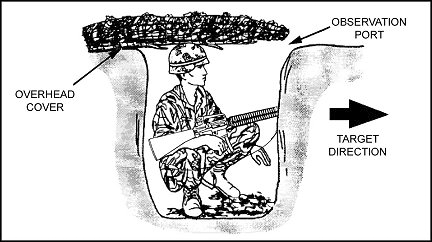
スパイダーホール

蛸壺壕（たこつぼごう）とは、一人だけ入れる大きさの塹壕の事で、タコを捕まえるときに使う蛸壺に由来する。
英語では、フォックスホール（狐の巣穴）と呼ばれる。観測用に入り口にカモフラージュを施したものはスパイダーホール（蜘蛛の穴）と呼ばれる。

## スパイダーホールの由来
諸説あり、トラップドアスパイダーと呼ばれる、入り口にカモフラージュされたドアを付ける習性を持つ一部の蜘蛛に由来する説。アメリカ海兵隊の歴史家 Major Chuck Melson によると、南北戦争で使われたのが始まりで、その時は急いで掘られたフォックスホールをそう呼んだ説。アメリカのコラムニスト、ウィリアム・サファイアが2003年12月15日のニューヨークタイムズの号で語った説は、ベトナム戦争が始まりで、このポッドが壊れたら蛇や蜘蛛に襲われるからスパイダーホールと呼んだというものである。